# Toyin Sanni
Oluwatoyin Sanni ou Toyin Sanni (10 de setembro de 1965) é um banqueira de investimentos, advogada, secretária, corretora da bolsa e autora africana. Em junho de 2018, ela deixou o cargo de CEO do Grupo United Capital e, em julho de 2018, tornou-se CEO da Emerging Africa Capital.
Foi premiada pela All Africa Business Woman 2017 e CEO do Ano 2016 da Pearl Awards, Nigéria, tornando-se a primeira mulher CEO a ganhar o prêmio em 22 anos de história. Sanni faz parte do conselho da Transcorp Plc, do Conselho Consultivo Nacional sobre Investimentos de Impacto e do Comitê de Investimento do Fundo Africano de Energia Fora da Rede.
Ela também preside o Women in Finance Nigeria, o Comitê Técnico de Alfabetização Financeira. Possui um LLM pela Universidade de Lagos e é fellow do Chartered Institute of Stockbrokers e membro do Chartered Institute for Securities & Investment UK.
Toyin foi Diretora Administrativa/Diretora Executiva da UBA Trustees & Global Investor Services por 8 anos. Ela ganhou o prêmio BusinessDay Top 25 CEO no NSE Award em 2014, 2015 e 2016, entre muitos outros prêmios. Ela é um ícone na indústria de serviços financeiros nigeriana e atualmente é a CEO do Grupo Emerging Africa.